# Shubha Khote
Shubha Khote (en marathi et en hindi : शुभा खोटे) née le 30 août 1937 à Mumbai, est une actrice indienne.
Elle est également une ancienne championne nationale féminine de natation et de cyclisme.

## Carrière
Elle fait ses débuts sur scène comme enfant actrice à l'âge de 4 ans et ses débuts au cinéma dans Seema (en) (1955) dans le rôle de Putli. Son bon cyclisme attire l'équipe de Seema pour le casting. Depuis, elle a joué dans un grand nombre de films hindi et marathi, de spectacles de théâtre et de séries télévisées. Elle a surtout joué aux côtés de Mehmood et le couple a connu le succès dans Sasural, Bharosa, Ziddi, Chhoti Behan, Sanjh Aur Savera, Love in Tokyo, Grahasthi, Humrahi et Beti Bete.